# コンスタンス・ベネット
コンスタンス・ベネット（Constance Bennett、1904年10月22日 - 1965年7月24日）は、アメリカ合衆国の舞台・映画・ラジオ・テレビ女優。1920年代から1930年代にかけてのハリウッドの一流スターであり、1930年代初頭にはハリウッドで最高給取りで、最も人気のある女優の1人であった。1930年代初頭にはメロドラマに中心に、1930年代後半から1940年代にかけては喜劇女優として、上流婦人を頻繁に演じた。彼女は今日『栄光のハリウッド』（1932年）、『Bed of Roses』（1933年）、『天国漫歩』（1937年）、『Topper Takes a Trip』（1938年）の主演、及びグレタ・ガルボの最後の映画、『奥様は顔が二つ』（1941年）における有名な助演によって最も記憶されている。
彼女は舞台・サイレント映画スターのリチャード・ベネットの娘で、女優のジョーン・ベネットの姉である。

## 生い立ち

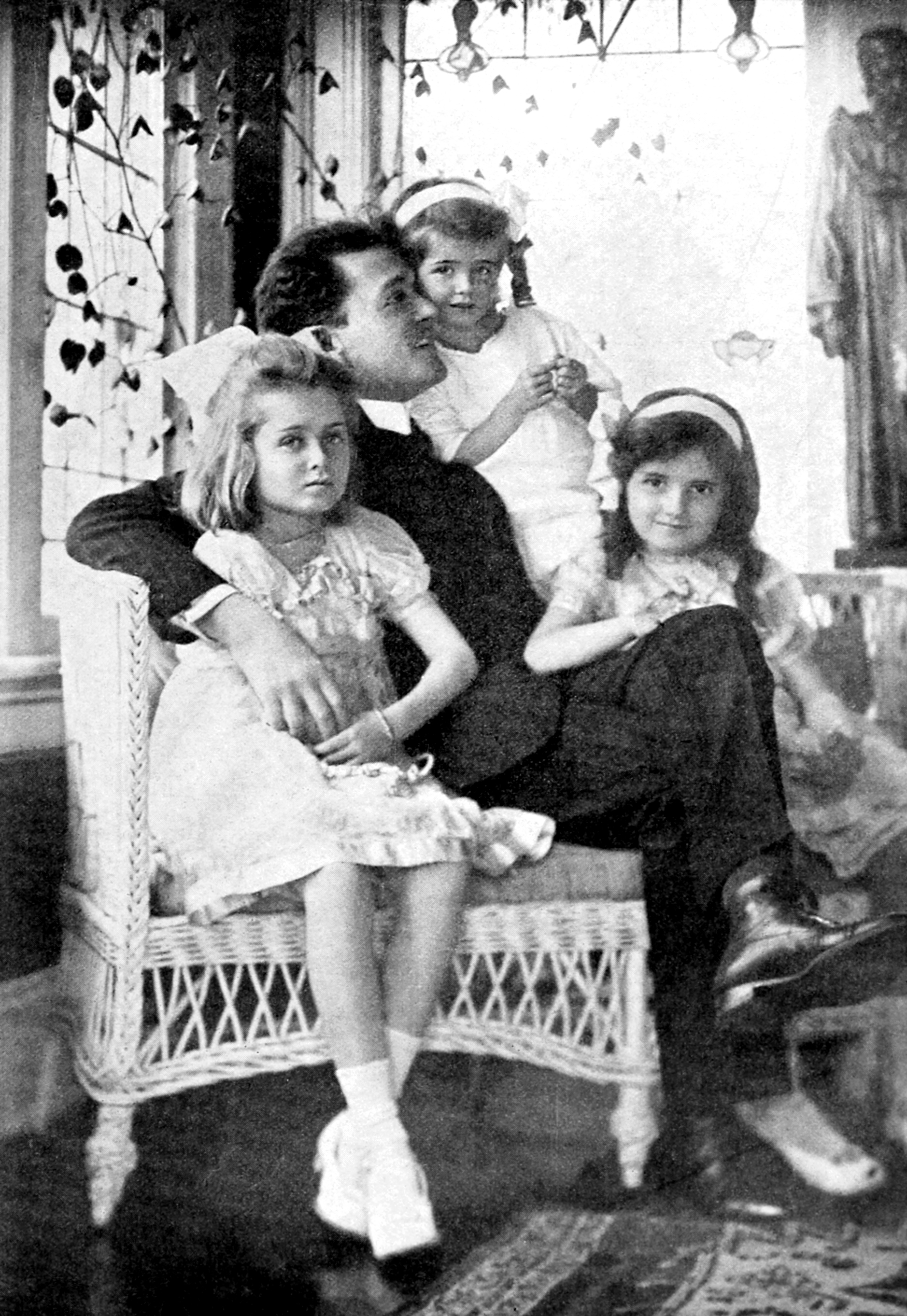
リチャード・ベネットと3人の娘（左から
コンスタンス、ジョーン、バーバラ（1918年）

俳優のリチャード・ベネットと女優のエイドリアン・モリソンの3人の娘の長女としてニューヨーク市で生まれた。妹のバーバラ・ベネットとジョーン・ベネットも女優となった。3姉妹全員がニューヨークのチャピン・スクールで学んだ。

## 経歴
修道院でしばらく過ごした後、ベネットは両親の後を継いだ。ベネット姉妹の中で最初に映画に登場した独立心が強く、教養のある、皮肉屋で無遠慮なコンスタンスはハリウッドデビュー作であるサミュエル・ゴールドウィンの『恋の人形』（1924年）以前にニューヨークで制作された無声映画に出演した。1925年、フィリップ・プラントとの結婚のためサイレント映画の前途有望なキャリアを放棄したが、その後の離婚により映画に復帰した。トーキーの登場と、繊細な金髪の容姿と華やかなファッションにより、すぐに人気映画スターとなった。
1930年代初頭、ベネットは人気・興行収入で名を馳せたトップ女優の1人であった。一時期ハリウッドで最高給の女優でもあった。ベネットの大成功を受けて当時のベネットのホームスタジオであるRKOは、二匹目のドジョウを狙って、アン・ハーディングやヘレン・トゥエルヴツリーズを同じ様に管理した。
1931年、メトロ・ゴールドウィン・メイヤーとの短期契約により、『The Easiest Way』など2本の映画で30万ドルを稼ぎ、ハリウッドで最も高収入のスターの1人になった。1931年、ワーナー・ブラザースは『Bought』出演に際し週3万ドルという史上最高額のギャラを支払った。父親のリチャード・ベネットもこの映画に出演した。

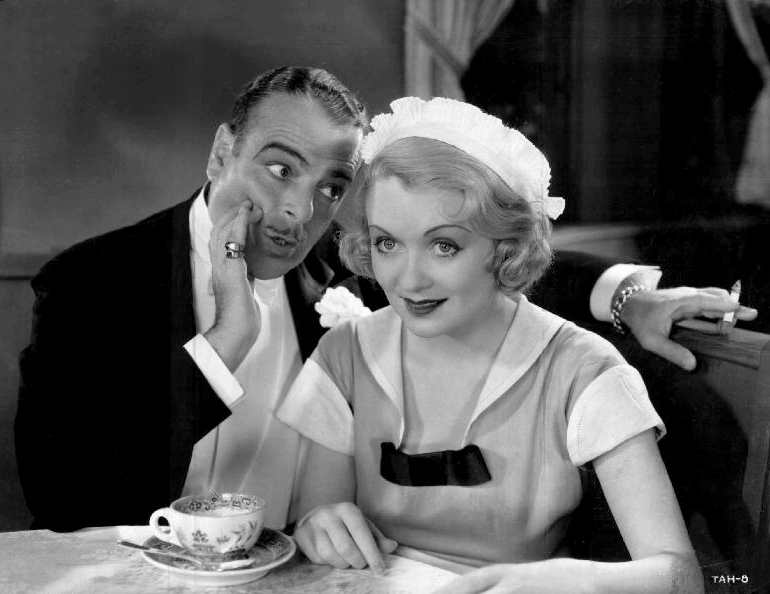
ローウェル・シャーマンと。『栄光のハリウッド』（1932年）

翌年RKOに移籍し、皮肉で悲劇的な古いハリウッドのスタジオシステムの舞台裏で、映画スターになるウェイトレスのメアリー・エヴァンスを描いたジョージ・キューカー監督の『栄光のハリウッド』（1932年）に出演。ローウェル・シャーマンは彼女を見出した映画監督として共演、ニール・ハミルトンは彼女が結婚する裕福なプレイボーイとして共演した。映画『勝利の朝』（1933年）は、ベネットを主演女優として念頭に書かれていたが、プロデューサーのパンドロ・Ｓ・バーマンは、本作でアカデミー主演女優賞を受賞したキャサリン・ヘプバーンにその役を与えた。 
続いて『Our Betters』（1933年）、グレゴリー・ラ・カヴァ監督・脚本でパート・ケルトンと共演した『Bed of Roses』（1933年）、後に夫となるギルバート・ローランドと共演した『間諜K十四号』（1933年）、『The Affairs of Cellini』（1934年）、クラーク・ゲーブルと共演した『或る夜の特ダネ』（1935年）、ケーリー・グラントと共演した『天国漫歩』（1937年、1939年の続編『Topper Takes a Trip』でも同じマリアン・カービーを演じた）、家族コメディー『Merrily We Live』、グレタ・ガルボの助演を務めた『奥様は顔が二つ』などで多様性を示した。
1940年代には映画の仕事の頻度は減ったが、ラジオ・舞台の双方で需要があった。1945年から1946年まで、ABCラジオで自身の番組『Constance Bennett Calls on You』を持っていた。

## 私生活

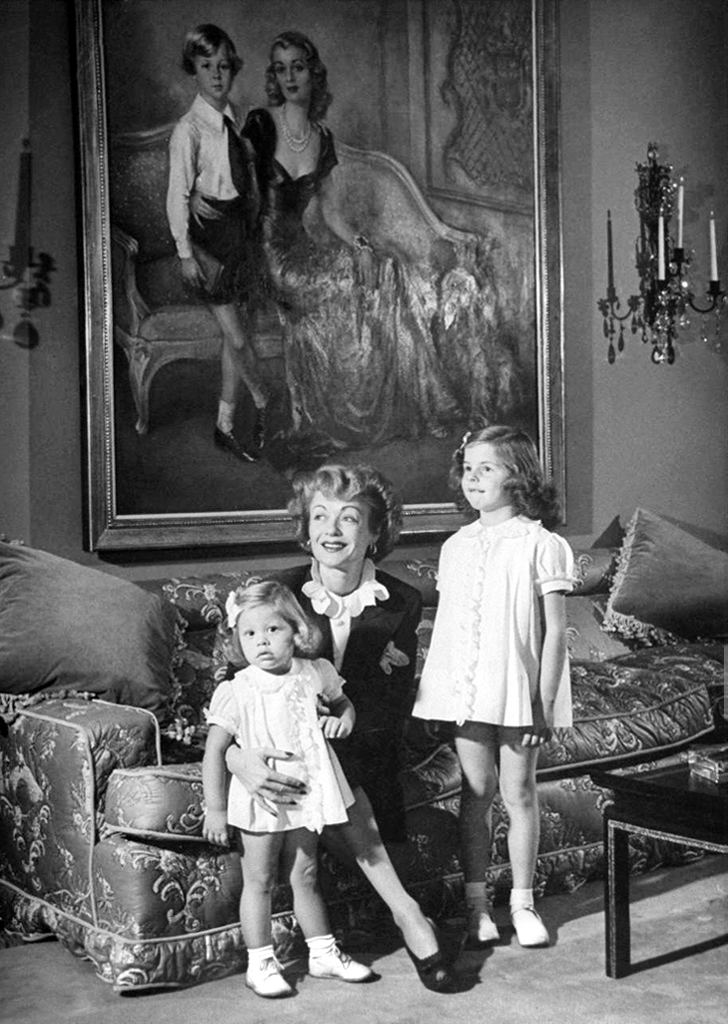
ベネットと息子を描いた絵の前で娘たちと（1944年）

ベネットは5回結婚し、3人の子供がいた。

### チェスター・ハースト・ムーアヘッド
1921年6月15日、バージニア大学の学生であるシカゴのチェスター・ハースト・ムーアヘッドと駆け落ちした。彼は口腔外科医のフレデリック・B・ムーアヘッドの息子であった。彼らはコネチカット州グリニッジの治安判事によって結婚した。彼女は16歳であった
駆け落ちについてニューヨークタイムズの記事は「ミス・ベネットの両親は、2人の若さのみを理由として現時点での結婚に反対していた」と報じた。1923年、結婚は取消しとなった。

### フィリップ・モーガン・プラント
ベネットの次なる真剣な交際は、億万長者の社交家フィリップ・モーガン・プラントとであった。彼女の両親は、カップルを引き離すため、コンスタンスを連れてヨーロッパへのクルーズを計画した。しかし船の出港準備中に、ベネットはプラントと彼の両親も搭乗しているのを見つけた。当時の新聞記事は、「その時、若き美人とプラント家の巨万の財の相続人は、遠洋航路船が提供する快適で親密な1週間を保証された」と報道した。1925年11月、2人は駆け落ちし、コネチカット州グリニッジでムーアヘッドの時と同じ治安判事によって結婚した。1929年、彼らはフランスの裁判所で離婚した。
1932年、ベネットは3歳の子供を連れてヨーロッパから帰国した。子供は養子として引き取ったピーター・ベネット・プラント（1929年生誕）だと主張した。しかし1942年、元夫の子孫の利益のため設立された大規模な信託基金をめぐる争いの最中、ベネットは養子縁組した息子は実際には離婚後に生まれたプラントとの実子であり、実の父親が監護権を取得しないよう事実を隠していたと発表した。法廷審問中、女優は元義母と元夫の未亡人に、「私が証人台に立ったら、プラント家における私の生活の顛末を全て明らかにするでしょう」と言った。問題は法廷外で解決された。

### アンリ・ド・ラ・ファレーズ
1931年、ベネットはグロリア・スワンソンの元夫の1人でフランスの貴族で映画監督のアンリ・ル・ベイリー、マルキ・ド・ラ・クードレー・ド・ラ・ファレーズと結婚して話題になった。彼女とド・ラ・ファレーズはベネット・ピクチャーズを設立し、ハリウッドで二色法テクニカラーで撮影された最後の2本の映画、バリ州で撮影された『Legong: Dance of the Virgins』（1935年）、インドシナ半島で撮影された『Kilou the Killer Tiger』（1936年）を製作した。1940年、彼らはネバダ州リノで離婚した。

### ギルバート・ローランド
ベネットの4人目の夫は、俳優のギルバート・ローランドであった。彼らは1941年に結婚し、ロリンダ "リンダ"（1938年生誕）とクリスティーナ "ギル"（1941年生誕）の2人の娘が生まれた。彼らは1946年に離婚し、ベネットが子供たちの監護権を勝ち取った。

### ジョン・セロン・コールター
1946年後半、ベネットは5人目にして最後の夫となるアメリカ空軍大佐（後に准将）ジョン・セロン・コールターと結婚した。結婚後、彼女はまだヨーロッパに駐留している米軍の慰問に力を注ぎ、その奉仕により軍の栄誉を勝ち取った。ベネットとコールターは、1965年に彼女が亡くなるまで添い遂げた。

## 政治観
ベネットは1964年アメリカ合衆国大統領選挙で共和党のバリー・ゴールドウォーター候補を支持した
。

## 後半生と死去

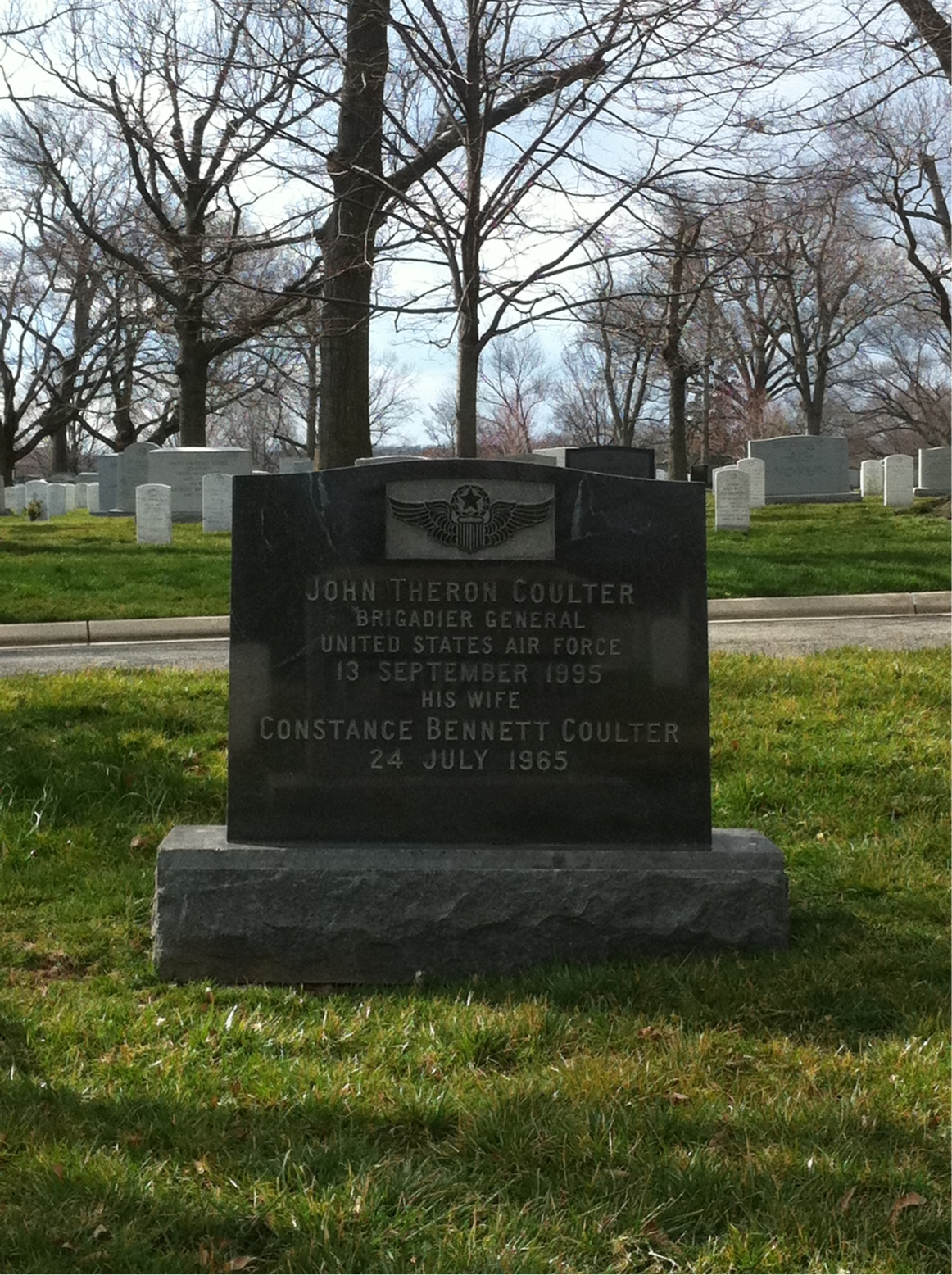
アーリントン国立墓地の墓

1947年、『トゥルー・クライム殺人事件』で脇役ながらラジオ司会者ビクター・グランディソン（クロード・レインズ）の殺人罪を立証するために重要な役割を果たす番組編成者のジェーン・モイニハンを演じた。1957年から1958年、舞台『Auntie Mame』のタイトルロールとしてアメリカをツアーした。1951年、『素晴らしき哉、定年!』で若きマリリン・モンローと共演し、1954年には『有名になる方法教えます』に彼女自身の役でカメオ出演した。最後の映画出演は1965年に撮影された『母の旅路』（没後の1966年に公開）で、恐喝する義母を演じた。
1965年7月25日、『母の旅路』の撮影が完了した直後に倒れ、脳内出血により60歳で死去した。軍事的貢献が認められ、また准将の地位を獲得したジョン・セロン・コールターの妻として、アーリントン国立墓地に埋葬された。コールターは1995年に亡くなり、彼女と一緒に埋葬された。
映画界への貢献により、ハリウッド大通り6250のハリウッド・ウォーク・オブ・フェームにコンスタンス・ベネットの星型プレートがある。少し離れた場所に妹ジョーンのプレートがある。

## フィルモグラフィー
| 年   | 原題                         | 邦題         | 役名                      | 備考 |
| ---- | ---------------------------- | ------------ | ------------------------- | ---- |
| 1916 | The Valley of Decision       |              | Unborn soul               | 紛失 |
| 1922 | Reckless Youth               |              | Chorus Girl               |      |
| 1922 | Evidence                     |              | Edith                     | 紛失 |
| 1922 | What's Wrong with the Women? |              | Elise Bascom              | 紛失 |
| 1924 | Cytherea                     | 恋の人形     | Annette Sherman           | 紛失 |
| 1924 | Into the Net                 |              | Madge Clayton, his sister | 紛失 |
| 1925 | The Goose Hangs High         | 親心子心     | Lois Ingals               | 紛失 |
| 1925 | Code of the West             | 火焔を潜りて | Georgie May               | 紛失 |
| 1925 | My Son                       |              | Betty Smith               | 紛失 |
| 1925 | My Wife and I                | 狂恋の夜     | Aileen Alton              | 紛失 |
| 1925 | The Goose Woman              | 鵞鳥を飼う女 | Hazel Woods               |      |
| 1925 | Wandering Fires              |              | Guerda Anthony            |      |
| 1925 | Sally, Irene and Mary        | 三人の踊子   | Sally                     |      |
| 1925 | The Pinch Hitter             |              | Abby Nettleton            | 紛失 |
| 1926 | Married ?                    |              | Marcia Livingston         |      |

| 年   | 原題                                   | 邦題                         | 役名                                        | 備考       |
| ---- | -------------------------------------- | ---------------------------- | ------------------------------------------- | ---------- |
| 1929 | Rich People                            |                              | Connie Hayden                               |            |
| 1929 | This Thing Called Love                 |                              | Ann Marvin                                  | 紛失       |
| 1930 | Son of the Gods                        | 棘の園                       | Allana                                      |            |
| 1930 | Three Faces East                       | スパイ                       | Frances Hawtree / Z-1                       |            |
| 1930 | Common Clay                            | 泥人形                       | Ellen Neal                                  |            |
| 1930 | Sin Takes a Holiday                    | 第一の恋                     | Sylvia Brenner                              |            |
| 1931 | The Easiest Way                        |                              | Laura Murdock                               |            |
| 1931 | Born to Love                           | 帰って来た恋人               | Doris Kendall                               |            |
| 1931 | The Common Law                         |                              | Valerie West                                |            |
| 1931 | Bought                                 |                              | Stephanie Dale                              |            |
| 1932 | Screen Snapshots                       | スクリーン・スナップショット | Herself                                     | 短編映画   |
| 1932 | Lady with a Past                       |                              | Venice Muir                                 |            |
| 1932 | What Price Hollywood?                  | 栄光のハリウッド             | Mary Evans                                  |            |
| 1932 | Two Against the World                  |                              | Miss Adele 'Dell' Hamilton                  |            |
| 1932 | Rockabye                               |                              | Judy Carroll                                |            |
| 1933 | Our Betters                            |                              | Lady Pearl Grayston                         |            |
| 1933 | Bed of Roses                           |                              | Lorry Evans                                 |            |
| 1933 | After Tonight                          | 戦場の影に                   | Carla Vanirska, aka K-14 and Karen Schöntag |            |
| 1934 | Moulin Rouge                           | ムーラン・ルージュ           | Helen Hall / Raquel                         |            |
| 1934 | The Affairs of Cellini                 |                              | Duchess of Florence                         |            |
| 1934 | Outcast Lady                           |                              | Iris                                        |            |
| 1935 | After Office Hours                     | ある夜の特ダネ               | Sharon Norwood                              |            |
| 1935 | Legong                                 |                              |                                             | 製作       |
| 1935 | Starlit Days at the Lido               |                              | Herself                                     | 短編映画   |
| 1936 | Everything Is Thunder                  |                              | Anna von Stucknadel                         |            |
| 1936 | Ladies in Love                         | 四つの恋愛                   | Yoli Haydn                                  |            |
| 1937 | Daily Beauty Rituals                   |                              | Herself                                     | 短編映画   |
| 1937 | Topper                                 | 天国漫歩                     | Marion Kerby                                |            |
| 1938 | Merrily We Live                        |                              | Jerry Kilbourne                             |            |
| 1938 | Service de Luxe                        | 青春問答                     | Helen Murphy                                |            |
| 1938 | Topper Takes a Trip                    |                              | Marion Kerby                                |            |
| 1939 | Tail Spin                              | 紅の翼                       | Gerry Lester                                |            |
| 1940 | Escape to Glory                        | 栄光に死す                   | Christine Blaine                            |            |
| 1941 | Law of the Tropics                     |                              | Joan Madison                                |            |
| 1941 | Picture People No. 2: Hollywood Sports |                              | Herself                                     | 短編映画   |
| 1941 | Two-Faced Woman                        | 奥様は顔が二つ               | Griselda Vaughn                             |            |
| 1942 | Wild Bill Hickok Rides                 | 硝煙のダコタ                 | Belle Andrews                               |            |
| 1942 | Hedda Hopper's Hollywood No. 5         |                              | Herself                                     | 短編映画   |
| 1942 | Sin Town                               |                              | Kye Allen                                   |            |
| 1942 | Madame Spy                             |                              | Joan Bannister                              |            |
| 1945 | Paris Underground                      | 女の戦い                     | Kitty de Mornay                             | 製作・主演 |
| 1946 | Centennial Summer                      |                              | Zenia Lascalles                             |            |
| 1947 | The Unsuspected                        | トゥルー・クライム殺人事件   | Jane Moynihan                               |            |
| 1948 | Smart Woman                            |                              | Paula Rogers                                |            |
| 1948 | Angel on the Amazon                    | アマゾンの美女               | Dr. Karen Lawrence                          |            |
| 1951 | As Young as You Feel                   | 素晴らしき哉、定年!          | Lucille McKinley                            |            |
| 1954 | It Should Happen To You                | 有名になる方法教えます       | Guest Panelist                              |            |
| 1966 | Madame X                               | 母の旅路                     | Estelle                                     | 没後に公開 |